# Chebaita Mokhtar
Chebaita Mokhtar là một đô thị thuộc tỉnh El Tarf, Algérie. Dân số thời điểm năm 2002 là 20.913 người.